# Національна академія дей-Лінчей
Національна академія дей-Лінче́й (італ. Accademia Nazionale dei Lincei) — одна з найстаріших академій наук Італійської республіки. Знаходиться у Римі, в палаці Корсіні та віллі Фарнезіна.
Основне завдання академії — сприяти розвитку мистецтва, літератури і науки в Італії. Академія координує наукові дослідження, організує національні та міжнародні наукові конгреси, симпозіуми та конференції, підтримує зв'язки з іноземними академіями, науковими центрами, інститутами та окремими великими вченими, присуджує премії за видатні праці і винаходи.

## Назва та символи
Назва походить від слова італ. lince — рись, засновники її присягнулися пізнавати природу очима, зіркими, як у рисі. При створенні Академії на її гербі була зображена рись, над нею розміщений девіз лат. sagacius ista.

## Історія
Академія дей-Лінчей заснована у Римі 17 серпня 1603 році Федеріко Чезі (1585 — 1630), аристократом з Умбрії, разом з голландцем Іоганном Гекко (італізоване — Еккіо), Франческо Стеллуті (1577—1651) з Фабріано та Анастасіо де Філіісом з Терні. Метою цієї Академії було вивчення та розповсюдження наукових знань у галузі фізики. Академія, перше засідання якої відбулося в Римі 17 серпня 1603 року, відразу ж піддалася лютим нападкам батька Федеріко Чезі, людини грубої, що зневажає всякі дослідження. Йому вдалося змусити перервати засідання у 1604 році.

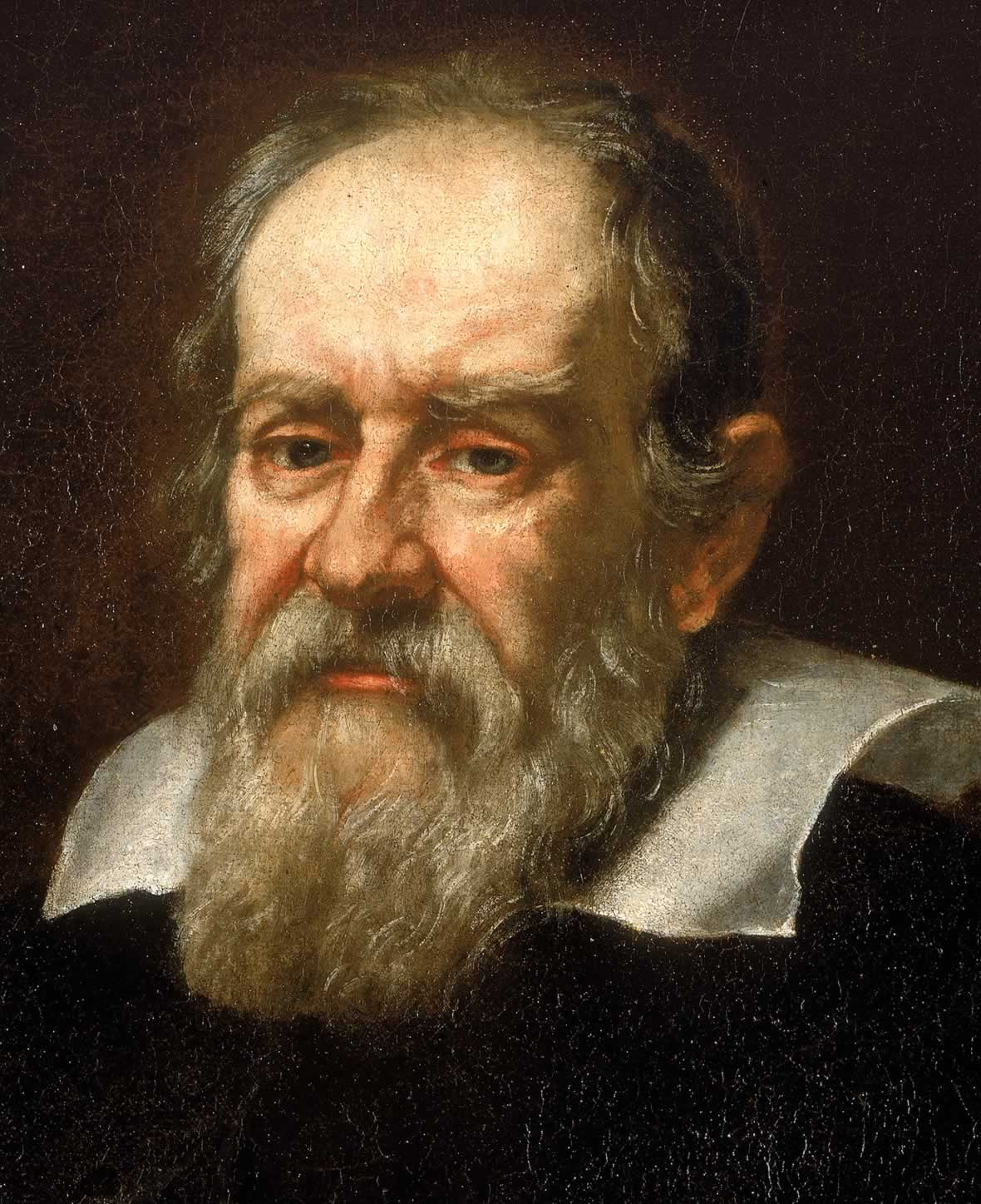
Галілео Галілей

У 1609 Федеріко Чезі реорганізував Академію, запросивши увійти до її складу нових членів — італійців та іноземців, у першу чергу Галілео Галілея, який дав згоду на вступ до Академії 25 квітня 1611 року.
Між 1609 — 1630 роками Академія процвітала та постійно виступала відкрито на захист вчення Ґалілео Ґалілея. У цей період вона опублікувала важливі наукові праці, з яких варто згадати «Про сонячні плями» (1613) та «Пробірщик» (1623) Галілея.
Через відсутність коштів припинила існування у 1630 році. Спроби підтримати діяльність Академії після смерті Чезі ні до чого не привели. У 1745 Джованні Паоло Сімоне Б'янкі, лікар, натураліст та антиквар з Ріміні відновив ім'я та традиції академії. Однак це тривало всього кілька років.
У 1795 році її намагалися перетворити, а у 1802 році перейменували на «Нова Академія дей-Лінчей» (італ. Accademia dei Nuovi Lincei), а двома роками пізніше знову повернулися до колишньої назви — «Академія дей-Лінчей». Академія проіснувала до 1840 року і за пропозицією папи Григорія XVI знову була закрита. У 1847 році папою Пієм IX Академія була відновлена під назвою «Нова папська академія деї Лінчеї» (італ. Accademia Pontificia dei Nuovi Lincei).
Після об'єднання Італії у 1870 році перетворена в «Королівську академію дей-Лінчей» (італ. Reale Accademia dei Lincei). Її науковий рівень підвищився головним чином завдяки роботам Квінтіно Селли (1827 — 1884). У 1883 році, у статут були внесені поправки, число членів збільшилося, форма виборів змінилася, кількість наук збільшено, змінено поділ дисциплін на дві групи. У 1920 та 1925 роках були проведені реформ і Академія стала називатися Національною.
У 1939 році академія критично зустріла заходи фашистського уряду в галузі науки та культури, тому була об'єднана з розпущеною Італійської академією. Після повалення фашистського режиму, за наполяганням Бенедетто Кроче академія була відтворена у 1944 році в колишньому вигляді — «Національна академія дей-Лінчей».

## Структура

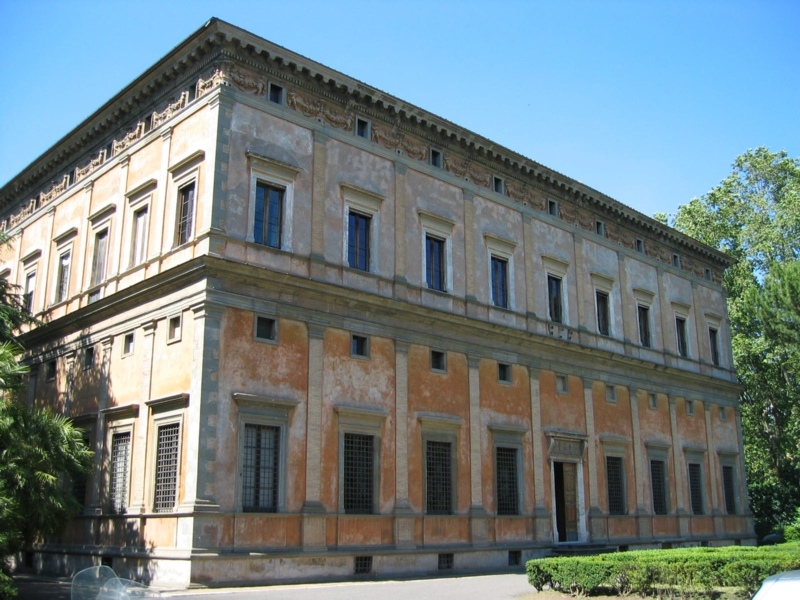
Вілла Фарнезіна

За статутом 1986 року Академія складається з 540 академіків.
Академія підрозділяється на факультети:
1) фізико-математичних та природничих наук,
 2) моральних, історичних та філологічних наук.
Кожен з них об'єднує 72 національних, 72 іноземних члена та 72 член-кореспондента. На кожен факультет можуть бути обрані декілька почесних членів.
Діяльністю академії керують президент та Рада президії. Кошторис академії складається з надходжень від міністерства народної освіти, Національної ради досліджень Італії та приватних фондів.

## Видання Академії
Серед видань академії найбільш важливими є:
- «Rendiconti della Classe di Scienze Fisiche Matematiche e Naturali» (Roma, з 1892)
- «Rendiconti della Classe di Scienze Morali, Storiche e Filologiche» (Roma, з 1892)